# Parlementair onderzoek Onderhoud en innovatie spoor
Het Parlementair onderzoek Onderhoud en innovatie spoor is een Parlementair onderzoek dat werd ingediend door de vaste Tweede Kamercommissie voor Infrastructuur en Milieu.
Op 29 maart 2011 stemde de Tweede Kamer in met dit voorstel om onderzoek te doen naar het Nederlandse spoorsysteem. De commissie bracht op 16 februari 2012 haar rapport uit. De Tweede Kamer heeft hierover op 16 en 17 mei 2012 een debat gevoerd. Op 27 november 2012 is nog gestemd over enkele ingediende moties, die werden verworpen.
Doel van het onderzoek was een bijdrage leveren aan een efficiënt spoorstelsel in het algemeen en het bevorderen van innovatie waar dit zinvol is.

## Onderzoeksvragen
- Hoe is het project Beter Benutten 21 (BB21) verlopen? Wat zijn de redenen voor eventuele scopewijzigingen?
- Wat is het gevolg van het steeds weer uitstellen van het project Mistral? In hoeverre wordt er momenteel nog actief gewerkt aan Mistral?
- Waarom zijn de potentiële baten van het European Rail Traffic Management System (ERTMS) nog steeds niet inzichtelijk? Wat is de stand van zaken betreffende de ontwikkeling van de BeterBenutten-functies voor het bestaande spoorwegnet en in hoeverre is inzichtelijk welke bijdrage dit kan leveren aan het verhogen van de prestaties en het beperken van kosten (motie Cramer/Roemer)?
- Is en wordt er door de minister voldoende actief gestuurd op de ontwikkeling en realisatie van de eerder «bevroren delen» van BB21, Mistral en de landelijke implementatie van het ERTMS?
- In hoeverre zijn de ERTMS-hardware- en -softwarespecificaties inmiddels vastgesteld? In hoeverre zijn de hardwarespecificaties voor de standaard die gaat gelden vanaf 2015 inmiddels bekend?
- Welke oplossingen zijn er voor eventueel geconstateerde voortgangsproblemen rond innovatieprojecten op het spoor?

## Uitkomsten onderzoek
De commissie concludeert dat de Tweede Kamer onvolledig is geïnformeerd over de budgetten voor het spoor en de besteding daarvan. Bovendien ontbreekt het aan visie en regie op het Nederlandse spoor en is het onduidelijk welke bedragen beschikbaar zijn voor de spoorsector. Weliswaar levert het Nederlandse spoor in internationaal opzicht hoge prestaties, de commissie vindt dat er risico’s zijn voor het behoud van dit niveau. 

## Onderzoeksmethoden
Aanpak:
- vragen aan minister
- vragen aan EC
- literatuurstudie
- hoorzittingen

## Commissieleden
- André Bosman (VVD)
- Attje Kuiken (PvdA)
- Jhim van Bemmel (PVV)
- Eddy van Hijum (CDA)
- Paulus Jansen (SP)